# Оринджвил
Оринджвил (на английски: Orangeville) е град в окръг Емъри, щата Юта, САЩ. Оринджвил е с население от 1398 жители (2000) и обща площ от 3,4 km². Намира се на 1761 m надморска височина. ЗИП кодът му е 84537, а телефонният му код е 435.